# Tenetehara
I Tenetehara  sono un gruppo etnico del Brasile con una popolazione stimata in più di 20.000 individui nel 2010. (Funasa).  A causa di vari spostamenti migratori, il gruppo si divise nel XIX secolo in quelli che oggi sono considerati due gruppi distinti: i Guajajara  e i Tembé.

## Gruppi e insediamenti
I gruppi facenti parte del macro-gruppo etnico storico dei Tenetehara sono i seguenti:
- i Guajajara, il gruppo maggiore, stanziati nello stato del Maranhão nelle regioni dei fiumi Pindaré, Grajaú, Mearim e Zutiua
- i Tembé, poco meno di mille individui stanziati negli stati del Maranhão e del Pará sui fiumi Gurupi, Guamá e Acará.

## Lingua
Parlano la lingua tenetehara che appartiene alle lingue tupi-guaraní. Tale lingua è suddivisa nei dialetti dei due sottogruppi: la lingua guajajára e la lingua tembé. Tenetehára significa "siamo i veri esseri umani".

## Storia
Sono stati contattati per la prima volta nel XVII secolo. Nel XVIII secolo furono contattati anche dalle prime missioni dei gesuiti. In questo periodo la popolazione Tenetehara totale ammontava a circa 12.000 unità. Nonostante le invasioni, che decretarono il crollo demografico della quasi totalità dei gruppi etnici indigeni del Brasile, i Tenetehara si adattarono relativamente bene anche perché le aree in cui erano stanziati non si trovavano all'interno di rotte commerciali dei portoghesi. Inoltre, fino all'inizio del XX secolo continuarono ad integrarsi nella società civile svolgendo anche attività lavorative (sebbene sottoposti a continui abusi ed estorsioni). Solo dopo la divisione interna, a causa dello spostamento di parte della popolazione verso il Pará, avvenuta a metà del XIX secolo e che portò a quelli che oggi sono considerati due gruppi etnici distinti (i Guajajara e i Tembé), si registrarono alcuni gravi scontri (nel 1861 alcuni Tembé uccisero nove bianchi nella zona del fiume Gurupi, nel 1901 i Guajajara si resero protagonisti di una violenta rivolta contro i frati cappuccini a causa di un loro progetto di colonizzazione nell'attuale area di Cana Brava).